# Honda F1 (motortillverkare)
Honda Racing Development är en japansk tillverkare av formel 1-motorer. Honda levererade främst motorer till Honda F1, men är trots det mest känt för sina framgångar med andra formel 1-stall. Honda lämnade formel 1 efter säsongen 2021 efter att ha levererat motorer till stallen Red Bull och Alpha Tauri i flera år. 
Honda fortsatte dock att samarbeta med de två stallen och från och med 2023 kallades deras motorer för Honda RBPT (Honda Red Bull Powertrain).

## BAR
Säsongen 2000 fick det nybildade BAR-stallet Hondamotorer men BAR-Honda lyckades egentligen inte förrän säsongen 2004, då Jenson Button kom trea i förar-VM efter att ha tagit tio pallplatser. Säsongen 2005 lyckades stallet hyfsat men Honda köpte upp BAR och ändrade namnet till Honda F1.

## Jordan
Jordan använde Mugen Honda-motorer 1998-2000 och nådde då vissa framgångar men bytte, som man trodde upp sig, till Hondamotorer säsongen 2001 som man fortsatte med 2002. Resultatet blev dock inte så lyckat för Jordan varför parterna bröt motoravtalet.

## Lotus
Säsongen 1987 fick Lotus ett Hondakontrakt genom att anställa Satoru Nakajima. Ayrton Senna var dock stallets självskrivne försteförare och han vann två deltävlingar. Säsongen 1988 gick Senna till McLaren och istället värvades världsmästaren Nelson Piquet som satte nummer 1 på bilen. Lotus-Honda blev dock ett misslyckade varför Honda bröt kontraktet.

## McLaren
Säsongen 1988 värvade McLaren Lotus storstjärna Ayrton Senna och fick då med sig Hondamotorer. Med Alain Prost i stallet blev det en makalös enhet som vann 15 av de 16 loppen. Senna vann VM-titeln och Prost kom tvåa. Säsongen 1989 tog McLarenförarna en ny dubbelseger, men den här gången med Prost som etta. Därefter gick Prost till Ferrari och McLaren värvade istället Gerhard Berger. Senna vann sedan förarmästerskapen 1990 och 1991. Även Berger gjorde pålitliga insatser båda säsongerna men därefter halkade det tidigare suveräna stallet efter och trots fem vinster blev McLaren-förararna inte bättre än fyra och femma säsongen 1992.

## Super Aguri
Honda startade säsongen 2006 ett B-stall, benämnt Super Aguri, lett av Aguri Suzuki. Säsongen 2007 hade Super Aguri-Honda som mål att inte komma sist, vlket man inte heller gjorde. Stallet lades dock ner efter fyra lopp säsongen 2008.

## Tyrrell
Säsongen 1991 drog Tyrrell vinstlotten genom att anställa Satoru Nakajima,  men varken han eller stallkamraten Stefano Modena kunde göra något åt Tyrrellchassit. Trots Modenas andraplats i Kanada får Tyrrell-Hondas säsong ses som mindre lyckad.

## Williams
Honda började samarbeta med Williams 1983. Det blev dock inga större framgångar förrän säsongen 1985 då Keke Rosberg och Nigel Mansell vann två lopp var. Säsongen 1986 vann stallet flera deltävlingar och Williams-Honda vann konstruktörs-VM, mycket tack vare Hondas lätta och snabba motorer. Säsongen 1987 vann Williams-Honda konstruktörs-VM igen och Nelson Piquet förar-VM. När Williams senare vägrade att anställa Satoru Nakajima blev man av med sitt Hondakontrakt.

## F1-meriter
| 1. Mexiko 1965 2. Italien 1967 3. USA 1984 4. Detroit 1985 5. Europa 1985 6. Sydafrika 1985 7. Australien 1985 8. Brasilien 1986 9. Belgien 1986 10. Kanada 1986 11. Frankrike 1986 12. Storbritannien 1986 13. Tyskland 1986 14. Ungern 1986 15. Italien 1986 16. Portugal 1986 17. San Marino 1987 18. Monaco 1987 19. Detroit 1987 20. Frankrike 1987 21. Storbritannien 1987 22. Tyskland 1987 23. Ungern 1987 24. Österrike 1987 25. Italien 1987 26. Spanien 1987 27. Mexiko 1987 28. Brasilien 1988 29. San Marino 1988 30. Monaco 1988 31. Mexiko 1988 32. Kanada 1988 33. Detroit 1988 34. Frankrike 1988 35. Storbritannien 1988 36. Tyskland 1988 37. Ungern 1988 38. Belgien 1988 39. Portugal 1988 40. Spanien 1988 41. Japan 1988 42. Australien 1988 43. San Marino 1989 44. Monaco 1989 45. Mexiko 1989 46. USA 1989 47. Frankrike 1989 48. Storbritannien 1989 49. Tyskland 1989 50. Belgien 1989 51. Italien 1989 52. Spanien 1989 53. USA 1990 54. Monaco 1990 55. Kanada 1990 56. Tyskland 1990 57. Belgien 1990 58. Italien 1990 59. USA 1991 60. Brasilien 1991 61. San Marino 1991 62. Monaco 1991 63. Ungern 1991 64. Belgien 1991 65. Japan 1991 66. Australien 1991 67. Monaco 1992 68. Kanada 1992 69. Ungern 1992 70. Italien 1992 71. Australien 1992 72. Ungern 2006 |

| 1. Italien 1968 2. Frankrike 1985 3. Storbritannien 1985 4. Sydafrika 1985 5. Belgien 1986 6. Kanada 1986 7. Storbritannien 1986 8. Australien 1986 9. Brasilien 1987 10. San Marino 1987 11. Belgien 1987 12. Monaco 1987 13. Detroit 1987 14. Frankrike 1987 15. Storbritannien 1987 16. Tyskland 1987 17. Ungern 1987 18. Österrike 1987 19. Italien 1987 20. Spanien 1987 21. Mexiko 1987 22. Brasilien 1988 23. San Marino 1988 24. Monaco 1988 25. Mexiko 1988 26. Kanada 1988 27. Detroit 1988 28. Frankrike 1988 29. Tyskland 1988 30. Ungern 1988 31. Belgien 1988 32. Italien 1988 33. Portugal 1988 34. Spanien 1988 35. Japan 1988 36. Australien 1988 37. Brasilien 1989 38. San Marino 1989 39. Monaco 1989 40. Mexiko 1989 41. USA 1989 42. Kanada 1989 43. Frankrike 1989 44. Storbritannien 1989 45. Tyskland 1989 46. Belgien 1989 47. Italien 1989 48. Portugal 1989 49. Spanien 1989 50. Japan 1989 51. Australien 1989 52. USA 1990 53. Brasilien 1990 54. San Marino 1990 55. Monaco 1990 56. Kanada 1990 57. Mexiko 1990 58. Tyskland 1990 59. Belgien 1990 60. Italien 1990 61. Spanien 1990 62. Japan 1990 63. Australien 1990 64. USA 1991 65. Brasilien 1991 66. San Marino 1991 67. Monaco 1991 68. Ungern 1991 69. Belgien 1991 70. Italien 1991 71. Spanien 1991 72. Japan 1991 73. Australien 1991 74. Kanada 1992 75. San Marino 2004 76. Kanada 2005 77. Australien 2006 |

| 1. Mexiko 1966 2. Belgien 1968 3. Frankrike 1985 4. Italien 1985 5. Sydafrika 1985 6. Australien 1985 7. Brasilien 1986 8. Spanien 1986 9. San Marino 1986 10. Kanada 1986 11. Detroit 1986 12. Frankrike 1986 13. Storbritannien 1986 14. Ungern 1986 15. Portugal 1986 16. Mexiko 1986 17. Australien 1986 18. Brasilien 1987 19. Monaco 1987 20. Detroit 1987 21. Frankrike 1987 22. Storbritannien 1987 23. Tyskland 1987 24. Ungern 1987 25. Österrike 1987 26. Italien 1987 27. Mexiko 1987 28. San Marino 1988 29. Monaco 1988 30. Mexiko 1988 31. Kanada 1988 32. Detroit 1988 33. Frankrike 1988 34. Ungern 1988 35. Spanien 1988 36. Japan 1988 37. Australien 1988 38. San Marino 1989 39. Monaco 1989 40. USA 1989 41. Tyskland 1989 42. Belgien 1989 43. Italien 1989 44. Spanien 1989 45. Japan 1989 46. USA 1990 47. Brasilien 1990 48. Monaco 1990 49. Kanada 1990 50. Italien 1990 51. San Marino 1991 52. Italien 1991 53. Japan 1991 54. Australien 1991 55. Mexiko 1992 56. Kanada 1992 57. Portugal 1992 |